# Egranizacja
Egranizacja – stworzenie gry komputerowej na podstawie dzieła literackiego lub filmowego. Jest to neologizm powstały z połączenia słów ekranizacja i gra. Produkcja może bazować na całym utworze lub na filmie albo jego części. Niektóre egranizacje nie są dokładnym odzwierciedleniem pierwowzorów – opierają się na świecie przedstawionym np. w książce lub dotyczą odrębnej, oryginalnej historii z danego uniwersum. Termin ten jest często używany przez redaktorów „CD-Action”.
Powstanie i rozwój adaptacji tekstów lub filmów do gier ma związek z rewolucją techniczną i informatyczną. Egranizacja często wiąże się z różnymi produktami totalnymi, czyli komunikatami symbolicznymi kultury, które cechuje m.in. intermedialność oraz globalność. Dzięki przekształcaniu tekstów kultury do postaci wirtualnej na popularności zyskują inne podobne/pokrewne dzieła takie jak książki czy komiksy.
Gry mogą być pomocne w rozwijaniu poczucia estetyki, refleksu, komunikatywności, logicznego myślenia i w kształtowaniu gustów młodego człowieka, na co wpływ mają: grafika, scenariusz oraz oprawa muzyczna.
Wady egranizacji są podobne do tych przypisywanych grom. Nie są one jednak w pełni identyczne. Zaliczyć do nich można przede wszystkim spłycenie i zniekształcenie przekazu oryginału.

## Odmiany egranizacji
Gry są projektowane na różne typy urządzeń (konsole i komputery), powstają przy okazji premier filmowych, w celu zwiększenia zysków, ale także z inicjatywy twórców chcących przetworzyć albo kontynuować historie z literackiego lub filmowego pierwowzoru (przykładem jest trylogia Wiedźmin autorstwa CD Project).
Nie wszystkie gatunki literackie można umiejętnie i łatwo przekształcić w adaptację gry. Te produkcje opierają się na pewnej dynamice, zagadkach, misjach do wykonania – ważna jest też sekwencja zdarzeń. W celach adaptacji zwykle korzysta się z książek przygodowych z elementami akcji, fantastyki (ze względu na atrakcyjną odmienność od rzeczywistości), thrillerów lub z dzieł z motywem drogi – zawierających opis przygód i przemiany bohatera w trakcie wędrówki lub podróży.

## Popularność egranizacji
Popularność adaptacji książek i filmów do postaci gier komputerowych wzrasta wraz z rozwojem technologii oraz ciągle rosnącą liczbą osób korzystających z komputerów, konsol itd. Dla wielu młodych osób gra stanowi kolejny środek masowego przekazu.
Przyczyn popularności tego typu adaptacji wśród odbiorców należy upatrywać przede wszystkim w rozwoju technologii prowadzących do zmian kulturowych. Przekaz wizualny jest łatwiejszy w zrozumieniu, prostszy, często nie wymaga interpretacji własnej. Grafika i animacja odgrywają w grze rolę ilustracji – im bardziej są dopracowane i realistyczne, tym większa chęć wejścia w stworzony świat. Ważny element egranizacji stanowi też ścieżka dźwiękowa, dodatkowo pomagająca wczuć się w klimat. W wypadku adaptacji filmów często jest to ta sama muzyka, którą potencjalni gracze znają z kin, a której twórcami są nierzadko najlepsi kompozytorzy. Wszystko to daje poczucie ciągłości, kontynuacji wielkiej przygody.
Gry działają na wiele zmysłów, angażują odbiorcę bardziej niż tekst. Gracz szybko i chętnie reaguje na bodźce, lepiej zapamiętuje, proces jego myślenia staje się dynamiczniejszy. Możliwość wykazania się pomysłowością, sprytem, zręcznością lub dobrą taktyką wyzwala w graczach pozytywne emocje.

## Przykłady egranizacji
- Andrzej Sapkowski, saga o Wiedźminie – Wiedźmin (2007) prod. CD Project, Wiedźmin 2: Zabójcy królów (2011) prod. CD Project, Wiedźmin 3: Dziki Gon (2015) prod. CD Project;
- J.K. Rowling, seria o Harrym Potterze – Harry Potter i Kamień Filozoficzny (2001) prod. KnowWonder (PC), Wathog (PS2, Xbox), Harry Potter i Czara Ognia (2005) prod. EA Games, Harry Potter: Hogwarts Mystery (2018) prod. Jam City, Dziedzictwo Hogwartu (2023) prod. Avalanche Software;
- J.R.R. Tolkien, Władca Pierścieni – Władca Pierścieni: Wojna na Północy (2011) prod. Snowblind, Śródziemie: cień Mordoru (2014) prod. Monolith Production, Śródziemie: cień Wojny (2017) prod. Monolith Production;
- George Lucas, seria filmowa Gwiezdne wojny – Star Wars Episode I: The Phantom Menace (1999) prod. Big Ape Productions, Star Wars Jedi Knight II: Jedi Outcast (2002) prod. Raven Software, Star Wars: Knights of the Old Republic (2003) prod. BioWare, Star Wars Jedi: Upadły zakon (2019) prod. Respawn Entertainment;
- James Cameron, seria filmowa Terminator – Terminator 2: Judgement Day (1991) prod. Ljn Ltd, Terminator: Future Shock (1995) prod. Bethesda Softworks, Terminator 3: The Redemption (2004) prod. Paradigm Entertainment, Terminator: Resistance (2019) prod. Teyon;
- King Kong – Peter Jackson’s King Kong (2005) prod. Ubisoft Montpellier;
- Anastazja (1997) – Anastasia: Adventures with Pooka and Bartok (1997) prod. Motion Works;
- animacje Disneya – Nowe Szaty Króla (2000) prod. Disney Interactive Studios, Disney’s Tarzan: Gra Akcji (2000) prod. Disney Interactive Studios, Kurczak Mały (2005) prod. Avalanche Software;
- Grinch: Świąt nie będzie (2000) – The Grinch (2000) prod. Artificial Mind & Movement, Konami Computer, Entertainment Nagoya.